# Lophothorax alamphodes
Lophothorax alamphodes är en fjärilsart som beskrevs av Turner 1939. Lophothorax alamphodes ingår i släktet Lophothorax och familjen mätare. Inga underarter finns listade i Catalogue of Life.